# Bransby
Bransby – wieś w Anglii, w hrabstwie Lincolnshire. Leży 12 km na północny zachód od Lincoln i 203 km na północ od Londynu.